# 美花
美花（みか、1976年8月28日 - ）は、日本の女性ファッションモデル、元総合格闘家。本名は林 美花（はやし みか）。和歌山県出身。

## 来歴
10歳の頃から柔道を始め現在三段。国際武道大学を卒業後、一時小・中学校で教職を経験したのち2005年11月11日のG-SHOOTO・新木場1stRING大会で総合格闘技デビュー、SOD女子格闘技道場（当時）の長山景を腕ひしぎ十字固めで破る。しかし翌2006年2月24日には長山の先輩である高橋洋子に右ハイキックでKO負け（高橋とはその後ADCC予選で何度か対戦するがいずれも敗戦）。
2006年8月19日のレッスルエキスポ2006初日のメインイベントに大抜擢、圧倒的不利という前評判を覆して伊藤薫を腕ひしぎ十字固めによる一本勝ち。一躍注目を集めたが3か月後の11月29日、スマックガール・後楽園ホール大会で唯我にTKO負けを喫した。
2007年、前述のADCC予選で敗退した後、4月30日のUWAI STATIONにて、横峯良郎をマネージャーに付け神取忍相手にプロレスデビュー戦を行ったがフォール負け、10月6日にはディファ有明で豊田真奈美と組みジャガー横田、井上貴子組と対戦した。
2009年8月7日、所属していたRANGER品川ジムを辞め、8月8日からフリーの総合格闘家として活動。
引退を発表し、美花自主興行にて引退。現在はモデル活動を行っている。

## 戦績

### 総合格闘技
| 総合格闘技 戦績 | 総合格闘技 戦績 | 総合格闘技 戦績 | 総合格闘技 戦績 | 総合格闘技 戦績 | 総合格闘技 戦績 | 総合格闘技 戦績 |
| --------------- | --------------- | --------------- | --------------- | --------------- | --------------- | --------------- |
| 5 試合          | (T)KO           | 一本            | 判定            | その他          | 引き分け        | 無効試合        |
| 2 勝            | 0               | 2               | 0               | 0               | 0               | 0               |
| 3 敗            | 2               | 1               | 0               | 0               | 0               | 0               |

| 勝敗 | 対戦相手       | 試合結果                   | 大会名                                                                                | 開催年月日     |
| ×    | マーベラスゆき | 1R 1:11 腕ひしぎ十字固め   | POWERGATE 2DAYS DAYBRAKE in アゼリア大正                                              | 2008年8月17日  |
| ×    | 唯我           | 2R 4:02 KO（パンチ）       | SMACKGIRL 2006 〜極女伝説〜 【スーパーギャルズミックス杯 無差別級トーナメント 1回戦】 | 2006年11月29日 |
| ○    | 伊藤薫         | 1R 3:31 腕ひしぎ十字固め   | レッスルエキスポ2006 夏のお台場・女子格闘技物語                                       | 2006年8月19日  |
| ×    | 高橋洋子       | 1R 0:47 KO（右ハイキック） | G-SHOOTO Plus 05                                                                      | 2006年2月24日  |
| ○    | 長山景         | 1R 2:24 腕ひしぎ十字固め   | G-SHOOTO Plus 04                                                                      | 2005年11月11日 |

### グラップリング
| 勝敗 | 対戦相手   | 試合結果              | 大会名                                                                                         | 開催年月日     |
| △    | 高橋洋子   | 5分2R終了 判定1-0     | club DEEP TOKYO 〜メガトンGP 2008 FINAL〜                                                      | 2008年8月2日   |
| ×    | 高橋洋子   | アームロック          | ADCC サブミッション・ファイティング世界選手権大会 JAPAN TRIAL 最終予選 【女子67kg以上級 決勝】 | 2007年4月15日  |
| ○    | 藤本真理子 | 7:26 腕ひしぎ十字固め | NO-GI撫子03 ADCCオープントーナメント女子 【無差別級 決勝（ADCCルール）】                       | 2006年11月12日 |

## プロレス
| 勝敗 | 対戦相手                            | 試合結果       | 大会名                   | 開催年月日     |
| ×    | 神取忍                              |                | UWAI STATION             | 2007年4月30日  |
| ×    | 豊田真奈美 vs 井上貴子 ジャガー横田 |                | UWAI STATION             | 2007年10月6日  |
| ○    | エスイ                              | 腕十字         | 女王バチ 1（バトラーツ） | 2008年10月26日 |
| ○    | ミカド                              | 腕十字         | REAL                     | 2009年5月2日   |
| ×    | 藪下めぐみ                          | 藪下スペシャル | 女王バチ 3（バトラーツ） | 2009年5月6日   |
| ×    | 渋谷シュウ vs 華名 藪下めぐみ       |                | WAVE 3周年               | 2009年8月23日  |
| ○    | 唯我                                | 腕十字         | 女王バチ 4（バトラーツ） | 2009年9月6日   |

## 入場テーマ曲
- 「DO YOUR BEST」（ピンク・レディー）